# Macroteleia versicolor
Macroteleia versicolor är en stekelart som beskrevs av Jean-Jacques Kieffer 1910. Macroteleia versicolor ingår i släktet Macroteleia och familjen Scelionidae. Inga underarter finns listade i Catalogue of Life.